# Brouet de cannelle
Pour les articles homonymes, voir Brouet (homonymie).
Le brouet de cannelle, ou broet camelin, est un plat de la cuisine médiévale dont on trouve la recette dans une grande partie des manuscrits médiévaux français consacrés à la cuisine. Un brouet (du germanique brod, bouillon) pouvant à l’époque désigner un bouillon, mais également une sauce ou un potage réalisés à partir de bouillon, on retiendra que le brouet de cannelle est un bouillon, ou un plat composé de celui-ci, caractérisé par la présence de cannelle.

## Dans le manuscrit de Sion

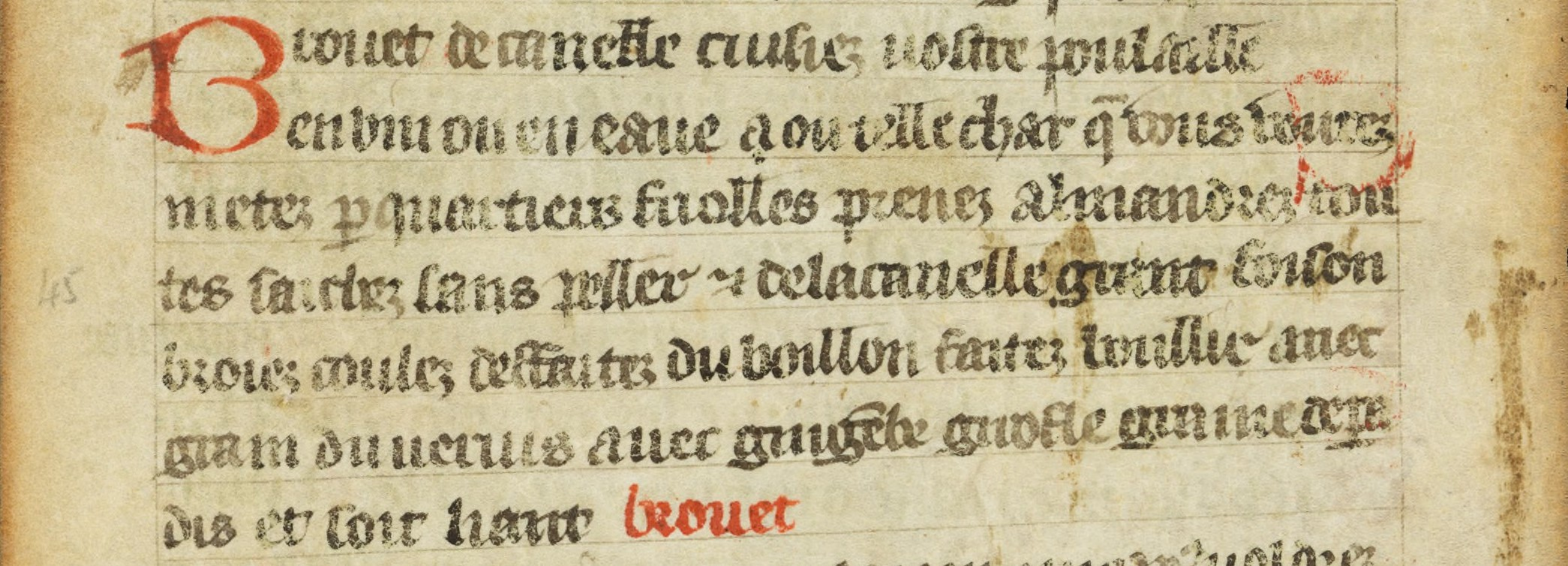
La plus ancienne recette de brouet de cannelle.

| Brouet de canelle cuisiez vostre poulaille en vin ou en eaue ou telle char que vous vourez metez par quartiers friollés prenez almandrez tou tes saiches sans peller & de la canelle grant foison broiez coulez desfaitez du boillon faitez boullir avec grain du verjus avec gingembre girofle graine de para dis et soit liant brouet. | Brouet de cannelle. Faites cuire votre volaille dans un vin ou dans de l’eau, ou telle viande que vous voudrez. Découpez en quartiers. Faites frire. Prenez des amandes toutes sèches sans les peler et de la cannelle à profusion. Broyez. Tamisez. Délayez avec du bouillon. Faites bouillir avec les grains du verjus, avec du gingembre, des clous de girofle, de la maniguette. Que ce soit épais. |

Le manuscrit de Sion nous fournit la plus ancienne version de la recette qui nous est parvenue. Il s’agit ici, et comme ce sera souvent le cas, d’une préparation de viande bouillie qui va former une sauce grâce au bouillon, mais qui doit être épaisse grâce à l’incorporation d’aliments et d’épices, dont une importante dose de cannelle.

## Dans les «Viandier Taillevent»
| Brouet de canelle. Cuisés vostre poulaille en eaue et vin ou autre grain et despeciés par quartiers et friolés prennés almendez toutes seiches et cuisés sans peller et de canelle grant foison broiés coullés et deffaites de vostre boullon de buef et bulliés bien aveques vostre grain et du verjus et prennés gingembre girofle graine de paradis et soit liant. | Brouet à la cannelle. Faites cuire votre volaille dans de l'eau et du vin, ou un autre grain. Découpez en quartiers. Faites frire. Prenez des amandes toutes sèches. Faites cuire sans peller avec de la cannelle à profusion. Broyez. Faites-en un coulis. Délayez avec votre bouillon de bœuf. Faites bien bouillir avec votre grain et du verjus. Prenez du gingembre, des clous de girofle, de la maniguette. Que ce soit épais. |

Cette recette, issue du plus ancien des Viandiers attribués à Taillevent, est presque mot pour mot identique à celle du Viandier de Sion car ce dernier a servi de modèle pour le Viandier de Taillevent. Le choix des ingrédients et l’ordre d’incorporation de ceux-ci est identique à la première recette. Les seuls éléments qui rendent ces deux recettes différentes sont les choix du copiste, pratique courante au Moyen Âge qui a préféré modifier certaines tournures, mais sans dénaturer le sens du texte : faitez boullir avec grain devient bulliés bien aveques vostre grain.
La recette ajoute toutefois deux mots qui peuvent avoir leur importance dans l’élaboration de la recette : (vostre boullon) de buef. On nous dit ici qu’il faut délayer avec un bouillon de bœuf. Or, ayant cuit notre volaille dans de l’eau (et du vin), nous avons déjà un bouillon, mais de volaille. On comprend donc qu’il nous faudra un autre bouillon que celui réalisé en cuisant notre volaille. Alors que, dans la recette précédente, notre intuition nous aurait sans doute amenés à utiliser ce même bouillon dans lequel la volaille a été cuite.

## Dans le «Mesnagier de Paris»
| Brouet de canelle. Despeciez vostre poulaille ou autre char, puis la cuisiez en eaue et mettez du vin avec, et friolez: puis prenez des amandes crues et séchées à toute l’escorce et sans peler, et canelle grant foison, et si broyez très bien, et deffaites de vostre boullon ou de boullon de beuf, et faites boulir avec vostre grain: puis broyez gingembre, giroffle et graine, etc., et soit liant et sor. | Brouet de cannelle. Découpez votre volaille ou autre viande, puis cuisez-la dans de l’eau et ajoutez-y du vin. Mettez à frire. Puis prenez des amandes crues et sèches avec l’écorce sans les peler, de la cannelle à profusion et broyez bien le tout. Délayez avec votre bouillon ou du bouillon de bœuf, et faites bouillir avec votre viande. Broyez ensuite du gingembre, des clous de girofle, de la maniguette, etc. Que ce soit liant et jaune brun. (Traduction libre) |

L’auteur du Mesnagier de Paris nous offre une recette sensiblement identique aux deux précédentes. Cela est caractéristique des recettes de ce manuel car il est établi qu’il s’est inspiré de sources telles que le Viandier, mais, de manière générale, l’ordre est ici identique à celui de la tradition des Viandiers avec une prise de liberté lexicale et syntaxique plus importante.
Pour revenir sur l’aspect technique de la recette et plus particulièrement sur la nature du bouillon qui sert à délayer, il est intéressant de constater qu’on nous dit ici qu’on a le choix : de vostre boullon ou de boullon de beuf. Ce texte provient alors sans doute de quelqu’un qui avait face à lui plusieurs sources qui divergeaient concernant la nature du bouillon et qui avait la conscience que le choix du bouillon influencerait la recette. En tant que maître de maison donnant à son épouse des conseils pour entretenir le foyer, il a peut-être préféré ne pas prendre position et laisser le choix à son épouse qui se chargera de la réalisation des recettes.

## Dans le «Fait de cuysine» de Maistre Chiquart
| Et pour donner entendement a celluy qui fera le broet camelin, se doibt prendre selon la quantité que luy sera ordonnée de faire sa poullaille et le grein — ou de porc ou de capril ou de veaulx ou de aigneaulx — et mectre cuire bien et adroit en chaudières ou en olles belles nectes et cleres, et aussi une bonne et grande pièce de porc gros et salle qui soit par devant bien nectoyé, lavés et brullié. Et puis faictes que vous hayés grant quantité d'amandres selon la quantité du boullon qui vous est ordonné a faire, et les nectoyés bien des croyses et de toutes autres choses que y pourroient estre, et les lavés en bonne eaue chaude bien et fermement ainsy comme est dist dessus au broet d'Alamany, et les pisés bien et adroit sans plumer et les arrousés du boullon dudit grein. Et puis soit l'on bien advisés de gouverner vostre grein qui ne soit pou ne tropt cuit ; puis prennes vostres espices, c'est assavoir: grant coup de cynamomy, de gingibre blanc, grana de paradix, de poyvre par manière qui ne poingnie pas tropt, de galinga, macis, giroffle et noix muscates ; et quant serat cuit vostre grein sy le trayés et mectés en cornues belles et nectes, et puis prennes vostre boullon et le coulés bien et adroit en cornues belles et nectes. Et puis y trayés vostres dictes amandres et espices et, ce fait, mectés dedans vostre boullon de vin et de verjust ce que sera nécessité pour avoir ung bon gost, et soyés tousjours bien advisés qu'il n'y ait de sel ne de nulle autre chouse ne pou ne tropt ; et puis le mectés boullir en chaudière ou en olles belles et nectes en quoy ilz puissent a aise boullir, et sy y mectés du sucre grant quantité selon le boullon que vous haurés. Et, ce fait, jusques au drecier si prennes vostre grein et le mectés en beaux platz et dudit boullon par dessus. | Et pour expliquer à celui qui fera le brouet de cannelle. Il devra prendre sa volaille – ou du porc, de la chèvre, du veau ou de l’agneau – selon la quantité qui lui sera ordonné de faire. Et il devra la mettre à cuire bien et convenablement dans un chaudron ou une marmite nette et claire. Il faudra aussi une bonne grande pièce d’un gros porc salée qui soit bien nettoyée, lavée et grillée. Et puis faites que vous ayez une grande quantité d’amandes selon la quantité de bouillon qui vous est ordonné de faire, et débarrassez-les bien des coques et de toute autre chose qu’il pourrait y avoir, et lavez-les dans une bonne eau chaude bien et fermement comme cela est dit plus haut pour le brouet d’Allemagne, et pilez-les bien et convenablement sans les monder et arrosez-les du bouillon de ladite volaille. Et puis il faut être bien attentif à la cuisson de votre volaille pour qu’elle ne soit ni trop peu ni trop cuite. Puis, prenez vos épices, c’est-à-dire : beaucoup de cannelle, du gingembre blanc, de la maniguette, du poire mais de manière que ce ne soit pas trop relevé, du galanga, du macis, du clou de girofle et de la noix de muscade. Et quand votre volaille sera cuite, retirez-la et mettez-la dans des cornues belles et nettes. Et puis prenez votre bouillon et servez-le dans des cornues belles et nettes. Et puis retirer vos amandes et épices et, cela fait mettez-les dans votre bouillon de vin et de verjus selon la quantité qu’il faut pour qu’il ait un bon gout. Et soyez toujours attentif à ce qu’il y n’ait du sel, ni aucune chose, en trop petite ou trop grande quantité. Et mettez-le ensuite à bouillir dans un chaudron une marmite belle et nette en quoi il peut bouillir tranquillement. Et mettez-y du sucre en grande quantité selon le bouillon que vous aurez. Et ce fait, lors du dressage, prenez votre volaille et mettez-la dans de beau plat avec ledit bouillon par-dessus. (Traduction libre) |

Alors que les livres précédents donnaient à la recette leur nom selon l’ingrédient principal, c’est-à-dire un brouet à la cannelle, ce n’est pas le cas dans le "Du fait de cuisine" de Maistre Chiquart, qui nomme cette recette le broet camelin, non pas selon l’épice principalement utilisée ou selon le gout du plat, mais plutôt selon son aspect. Et cette tendance à nommer les plats selon leur couleur, on la retrouve tout au long de son livre : broet rossée, broet blanc de poisson, broet georgé, …
Il s’agit de la recette du même plat que celui des Viandiers et du Ménagier de Paris, à la différence que Chiquart incorpore plus d’épices et ajoute le sucre. Cette recette est caractéristique du texte de Chiquart qui se démarque du reste du corpus des textes médiévaux consacrés à la cuisine. On remarque d’abord la volonté qu’il a que son plat soit reproduisible : pour donner entendement a celluy qui. Il est également le seul à parfois détailler les ustensiles nécessaires.
Cela s’accompagne par un degré de précision plus élevé concernant les quantités – qui reste toutefois bas comparé au modèle contemporain du grammages, mais qui est significativement important en comparaison avec les autres textes. Il offre ainsi plus souvent des adjectifs de quantité ou insiste sur la quantité dont le cuisinier aura besoin relativement aux autres ingrédients de la recette : grant quantité d'amandres selon la quantité du boullon. Il est alors un des seuls à s’intéresser à la notion de gout en élaborant sa recette. Il ne veut pas que le plat soit trop poivré ou trop salé car il veut qu’il ait bon gout.
Enfin, et c’est un point pour lequel l’œuvre de Chiquart se démarque encore davantage du reste du corpus, Chiquart met de la passion dans la description de ses recettes. Il décrit par exemple ses aliments et ustensiles avec des adjectifs de beauté : en cornues belles et nectes. Ce n’est pas étonnant quand on sait que le banquet qu’il a réalisé a sans doute été l’œuvre la plus importante de sa vie de cuisinier.

## Dans le «Vivendier» de Kassel
| Pour faire un brouet de canelle. Cuisiez tel grain que vouldrez en vin et en eaue et despechiez par lopins et suffrisiez en beau sain ; puis prenez amandes bien laveez, sans peller, broyeez et passez, destrempeez de bon boullon, gingembre, clou et graine, deffait de vergus ; faictez tout boullir ensamble et vostre grain avoecques, une onde seulement. | Pour faire un brouet à la cannelle. Faites cuire le grain que vous voudrez dans du vin et dans de l'eau. Découpez en morceaux. Faites frire dans de la belle graisse. Puis prenez des amandes bien lavées sans les peler. Broyez. Tamisez. Mouillez de bon bouillon, de gingembre, de clous de girofles et de maniguette, délayés avec du verjus. Portez tout ensemble à ébullition, et votre grain avec. |

Le vivendier de Kassel, qui nous vient du Nord-Est de la France, présente une recette semblable à celle de la tradition des Viandiers et des textes qui s’en inspirent. On retiendra un choix d’aliments et un ordre d’incorporation identiques aux autres textes. Ce texte est intéressant car il a permis de mettre en lumière une filiation de textes qui est finalement plus large que ce qui était alors imaginé. En plus de Paris et du Sud de la France, on sait maintenant que ces textes circulaient dans le Nord-Est de la France et servaient également de source pour la production de livres de recettes.

## Dans le «Recueil de Riom»
| Ung broet kamelin. Les amandez broyees avecques l’escorce. Ce sont lez espicez qui y faillent: graine de paradis, gingibre, et poivre long, et grand foison de canele, et du succre, et tostez doradez a mectre par dessus quant on le dresses. | Un brouet camelin. Broyez les amandes avec l’écorce. Ce sont les épices qu’il vous faut : de la maniguette, du gingembre, du poivre fin, de la cannelle à profusion et du sucre. Et du pain grillé à mettre par-dessus lors du dressage. (Traduction libre) |

Dans le Recueil de Riom, on reconnait ce même titre que Chiquart donne au brouet de cannelle. Mais on sait que le texte de Chiquart, cuisinier du duc de Savoie, n’a pas été largement diffusé. On situe le Recueil vers 1470 en Auvergne, à côté de la Savoie, donc. On peut alors se demander si le nom du brouet camelin n’est pas une variante régionale pour nommer le brouet de cannelle.
Un élément attire cependant notre attention : la présence du sucre. Sachant que Chiquart est le seul qui ajoute du sucre à sa recette, on peut une nouvelle fois se demander si l’auteur avait connaissance du texte de Chiquart. Mais là encore, la proximité géographique des deux textes peut avancer l’idée d’usages locaux pour expliquer la présence commune du sucre. Ou le texte de Chiquart était-il alors étroitement diffusé dans la région. Quoi qu’il en soit, il est évident qu’il n’y a aucune filiation entre ces deux textes si l’on compare les deux recettes.
Le dernier élément qui nous intéresse est la présence de tostez doradez car c’est l’unique recette qui l’évoque. Il s’agit en fait de morceaux de pains grillés, dont on trouve, par exemple, la recette dans les Viandiers attribués à Taillevent.